# TSMC
Taiwan Semiconductor Manufacturing Co., Ltd (TSMC) (tạm dịch: Công ty TNHH Sản xuất Chất bán dẫn Đài Loan, tiếng Trung: 台灣積體電路製造公司; bính âm: Táiwān Jītǐ Diànlù Zhìzào Gōngsī), còn được gọi là Taiwan Semiconductor, là tập đoàn sản xuất chất bán dẫn lớn nhất thế giới, với trụ sở chính và các hoạt động chính nằm trong Khu Khoa học và Công nghiệp Tân Trúc tại thành phố Tân Trúc, Đài Loan.

## Tổng quan
Công ty được thành lập tại Đài Loan vào năm 1987, là công ty sản xuất chất bán dẫn đầu tiên và từ lâu đã trở thành công ty hàng đầu thế giới trong lĩnh vực sản xuất bán dẫn. Ngoài các chất bán dẫn, công ty cũng đã bắt đầu đầu tư trong các ngành công nghiệp liên quan đến lĩnh vực chiếu sáng và năng lượng mặt trời. Hãng được niêm yết trên cả hai Sở giao dịch chứng khoán Đài Loan và Sở giao dịch chứng khoán New York. Trương Trung Mưu (Morris Chang) là Chủ tịch Hội đồng quản trị, còn Tằng Phồn Thành (FC Tseng) là Phó chủ tịch Hội đồng quản trị, Lưu Đức Âm (Mark Liu) và Ngụy Triết Gia (C.C. Wei) là Chủ tịch Công ty kiêm đồng Tổng giám đốc điều hành.
Mặc dù TSMC cung cấp một loạt các dòng sản phẩm vi mạch (bao gồm cả cao áp, tín hiệu hỗn hợp, tương tự và MEMS), hãng được biết đến với dòng sản phẩm chip logic của nó với thế mạnh đặc biệt trong quá trình thụ điện năng thấp tiên tiến như 28 nm HPM với công nghệ HKMG cho các ứng dụng điện thoại di động và hiệu suất cao.
Hầu hết các tập đoàn hàng đầu về bán dẫn như Qualcomm, NVIDIA, AMD, MediaTek, Marvell và Broadcom là khách hàng của TSMC, cũng như các công ty mới nổi như Spreadtrum, AppliedMicro, Allwinner Technology và HiSilicon,, và nhiều công ty nhỏ hơn. Các công ty thiết bị logic lập trình hàng đầu Xilinx và Altera cũng sử dụng các dịch vụ đúc của TSMC. Một số nhà sản xuất thiết bị tích hợp mà có riêng của họ cơ sở chế tạo như Intel và Texas Instruments thuê TSMC làm một số dịch vụ cho họ. Ít nhất một công ty bán dẫn, LSI, bán lại vi mạch TSMC thông qua dịch vụ thiết kế ASIC và thiết kế danh mục sở hữu trí tuệ.
Công ty đã không ngừng gia tăng và nâng cao năng lực sản xuất của mình trong suốt thời gian hoạt động của mình, mặc dù chịu ảnh hưởng của chu kỳ nhu cầu của ngành công nghiệp bán dẫn. Trong năm 2011, công ty có kế hoạch tăng chi phí nghiên cứu và phát triển tới gần 39% lên 50 tỷ Tân Đài tệ trong một nỗ lực đối phó với sự cạnh tranh ngày càng gia tăng. Công ty cũng có kế hoạch mở rộng công suất 30% trong năm 2011 để đáp ứng nhu cầu thị trường mạnh mẽ. Vào tháng 5 năm 2014, ban giám đốc của TSMC đã phê duyệt phân bổ vốn của 568 triệu USD để thiết lập, chuyển đổi, và nâng cao năng lực công nghệ tiên tiến sau khi công ty dự báo cao hơn so với nhu cầu dự kiến. Vào tháng 8 năm 2014, hội đồng quản trị của TSMC giám đốc phê duyệt phân bổ vốn bổ sung 3,05 tỷ USD.
Trong năm 2011, người ta thông báo rằng TSMC đã bắt đầu sản xuất thử chip A5 và A6 cho các thiết bị của Apple iPad và iPhone.Theo báo cáo, thời điểm tháng năm 2014, Apple đang tìm nguồn cung ứng bộ xử lý A8 mới từ TSMC và có khả năng trở thành một khách hàng quan trọng. Vốn hóa thị trường của TSMC đạt giá trị 1900 tỷ Tân Đài tệ (tương đương 63,4 tỷ đô la Mỹ) vào tháng 12 năm 2010. Hãng đã được xếp hạng thứ 70 trong FT Global 500 năm 2013 danh sách các công ty có giá trị cao nhất thế giới với số vốn là 86,7 tỷ USD, trong khi đạt mức vốn hóa thị trường 110 tỷ USD vào tháng năm 2014.

## Thiết bị
Ngoài trụ sở chính hoạt động ở Tân Trúc ở phía Bắc Đài Loan, nơi một số nhà máy chế tạo vi mạch của công ty tọa lạc, hãng cũng có các nhà máy khác trong miền Nam Đài Loan và Trung Đài Loan, với các nhà máy chế tạo vi mạch khác nằm ở các công ty con của nó TSMC Trung Quốc ở Thượng Hải, Trung Quốc, Wafer Tech ở tiểu bang Washington, Hoa Kỳ, và SSMC ở Singapore, và công ty có văn phòng tại Trung Quốc, Châu Âu, Ấn Độ, Nhật Bản, Bắc Mỹ và Hàn Quốc.

## Công ty con

### Wafer Tech
WaferTech, một công ty con của TSMC, là một nhà máy sản xuất vi mạch chất bán dẫn (pure-play semiconductor foundry) nằm ở Camas, Washington, Mỹ. Đó là nhà máy sản xuất vi mạch lớn nhất tại Hoa Kỳ. Các cơ sở sử dụng 1.100 nhân công.
WaferTech được thành lập vào tháng 6 năm 1996 như là một liên doanh với TSMC, Altera, Analog Devices, và ISSI là đối tác quan trọng. 4 công ty cùng với các nhà đầu tư cá nhân nhỏ đầu tư 1,2 tỷ USD vào liên doanh này, tại thời điểm đó là doanh nghiệp khởi nghiệp lớn nhất đầu tư ở bang Washington.Công ty bắt đầu sản xuất vào tháng 7 năm 1998 tại nhà máy chế tạo chất bán dẫn 200 mm (8 inch) của mình. Sản phẩm đầu tiên của nó là một phần 0,35 micromet cho Altera.
TSMC đã mua hết các đối tác liên doanh vào năm 2000 và được toàn quyền kiểm soát, và hiện đang hoạt động nó như là một công ty con thuộc sở hữu hoàn toàn.
WaferTech có trụ sở tại Camas, Washington, 20 dặm Anh (30 km) bên ngoài của Portland, Oregon. Khuôn viên WaferTech chứa 1.000.000 foot vuông (90.000 m²) phức hợp nằm trên 260 mẫu Anh (1 km²). Các cơ sở chế tạo chính gồm 130.000 feet vuông (12.000 m²) nhà máy chế tạo vi mạch 200 mm (8 inch).

## Xu hướng thị trường
| 1997    | 1998    | 1999    | 2000    | 2001    | 2002    | 2003    | 2004    | 2005    |
| ------- | ------- | ------- | ------- | ------- | ------- | ------- | ------- | ------- |
| 43.927  | 50.422  | 73.067  | 166.189 | 125.881 | 162.301 | 202.997 | 257.213 | 266.565 |
| 2006    | 2007    | 2008    | 2009    | 2010    | 2011    | 2012    | 2013    | 2014    |
| 317.407 | 322.631 | 333.158 | 295.742 | 419.538 | 427.081 | 506.754 | 597.024 | 762.806 |

| Năm  | Q1      | Q2       | Q3      | Q4      |
| ---- | ------- | -------- | ------- | ------- |
| 2012 | 105.615 | 128.186  | 141.499 | 131.445 |
| 2013 | 132.755 | 155.886  | 162.577 | 145.806 |
| 2014 | 148.215 | 183.020  | 209.050 | 222.520 |
| 2015 | 222.034 | 205.500E |         |         |

Doanh số của TSMC tăng từ 44 tỷ Tân Đài tệ năm 1997 lên 763 tỷ Tân Đài tệ (khoảng 25 tỷ USD) năm 2014, còn thu nhập thuần 264 tỷ Tân Đài tệ (9 tỷ USD) năm 2014 với biên lãi gộp 50%. 
TSMC và phần còn lại của ngành công nghiệp bán dẫn phải chịu tính chu kỳ rất cao của ngành công nghiệp bán dẫn. Trong thời kỳ phục hồi, TSMC phải đảm bảo rằng hãng có đủ năng lực sản xuất để đáp ứng nhu cầu khách hàng mạnh mẽ. Tuy nhiên, trong thời kỳ suy thoái, hãng phải đấu tranh với tình trạng dư thừa công suất do nhu cầu yếu, và các chi phí cố định cao, gắn kết với các cơ sở sản xuất của mình. Kết quả là, kết quả tài chính của công ty có xu hướng biến động theo một chu kỳ thời gian của một vài năm. Điều này là rõ ràng hơn trong thu nhập hơn so với doanh thu vì xu hướng chung của doanh thu và khả năng tăng trưởng. Kinh doanh của TSMC đã thường theo mùa vụ với một đỉnh cao trong quý 3 và mức thấp trong Q1.
Trong năm 2014, TSMC đã đi đầu trong ngành công nghiệp bán dẫn cho các công ty điện thoại thông minh lớn hiệu suất cao, tiêu thụ năng lượng thấp như Qualcomm, MediaTek và Apple đặt ngày càng nhiều đơn hàng. trong khi các đối thủ cạnh tranh trong ngành công nghiệp vi mạch (chủ yếu là GlobalFoundries và United Microelectronics Corporation) đã gặp phải những khó khăn cả đều nằm cạnh hàng đầu 28 nm, nhà chế tạo thiết bị tích hợp hãng đầu như Samsung và Intel đang tìm cách cung cấp khả năng sản xuất vi mạch cho bên thứ ba cũng không thể để phù hợp với các yêu cầu cho các ứng dụng điện thoại di động tiên tiến.
Đối với hầu hết các năm 2014, TSMC đã nhìn thấy một sự gia tăng doanh số liên tục do nhu cầu tăng, chủ yếu là do chip cho các ứng dụng điện thoại thông minh. TSMC tăng hướng dẫn tài chính của mình vào tháng 3 năm 2014 và công bố kết quả "mạnh trái mùa" quý đầu tiên.  Đối với Q2 năm 2014, doanh thu đứng thứ 183 tỷ Đài tệ, với các doanh nghiệp công nghệ 28 nanometer tăng hơn 30% so với quý trước . Thời gian hoàn thành các đơn đặt hàng chip ở TSMC tăng do tình hình công suất gấp gáp, khiến cho công ty có nguy cơ không đáp ứng kỳ vọng doanh số bán hàng của họ hoặc thời gian giao hàn, và trong tháng 8 năm 2014 người ta thông báo rằng năng lực sản xuất của TSMC trong quý IV năm 2014 đã được gần như hoàn toàn được đặt trước, một kịch bản đó đã không xảy ra trong nhiều năm, được mô tả là do một phản ứng dây chuyền do TSMC giành được đơn hàng CPU từ hãng Apple.
Tuy nhiên, doanh số bán hàng tháng năm 2014 đạt đỉnh điểm vào tháng 10, giảm 10% trong tháng 11 việc điều chỉnh tồn kho thận trọng thực hiện bởi một số các khách hàng của hãng.  Doanh thu của TSMC vào năm 2014 có mức tăng trưởng 28% so với năm trước, trong khi TSMC có dự báo doanh thu cho năm 2015 sẽ tăng 15 đến 20 phần trăm từ năm 2014, nhờ nhu cầu mạnh mẽ cho chíp quy trình 20 nm của hãng, chíp quy trình 16 nm mới công nghệ FinFET cũng như nhu cầu tiếp tục cho 28 nm, và nhu cầu đối với vi mạch 8-inch ít tiên tiến hơn.
Đầu tư vốn cho các thiết bị để tăng năng lực sản xuất được ước tính là khoảng 10 tỷ USD trong năm 2014, trong khi chi tiêu vốn cho năm 2015 được ước tính là khoảng 10,5 tỷ đô la Mỹ và US $ 11,0 tỷ đô la Mỹ.
Vào tháng 4 năm 2015, TSMC hạ thấp kỳ vọng của họ trong quý thứ hai của năm 2015 do sự kết hợp của sự giảm sút khách hàng doanh nghiệp, điều chỉnh hàng tồn kho, và một tỷ giá kém thuận lợi, với doanh thu dự kiến sẽ giảm khoảng 8% so với quý 1 năm 2015, mặc dù nó hy vọng một phục hồi trong nửa cuối của năm 2015.
Trong tháng 10 năm 2014, ARM và TSMC đã công bố một thỏa thuận nhiều năm mới cho sự phát triển của ARM dựa trên các vi xử lý FinFET 10 nm.